# بكورية مغربية
البكورية المغربية نوع نباتي يتبع جنس البكورية من الفصيلة النجمية.